# Empalme
Empalme – stacja metra w Madrycie, na linii 5. Znajduje się w dzielnicy Latina, w Madrycie i zlokalizowana jest pomiędzy stacjami Aluche i Campamento. Została otwarta 4 lutego 1961.